# Polymera thoracica
Polymera thoracica är en tvåvingeart som beskrevs av Alexander 1913. Polymera thoracica ingår i släktet Polymera och familjen småharkrankar. Inga underarter finns listade i Catalogue of Life.